# Фабрициус, Йенс Скоу
Йенс Скоу Фабрициус (норв. Jens Schow Fabricius; 3 марта 1758, Ларвик, Вестфолл — 6 апреля 1841, Порсгрунн) — норвежский военный и государственный деятель, военно-морской министр (1817—1818). Вице-адмирал.

## Биография
В 11-летнем возрасте поступил в школу морских офицеров в Копенгагене (ныне Королевская военно-морская академия Дании). Начал свою карьеру в 1779 году в чине лейтетанта и поднимался по служебной лестнице, пока не достиг звания вице-адмирала в 1821 году.
В 1781—1787 годах служил офицером, начальником военно-морских складов датской компании, торгующей от Балтийского моря до Гвинеи в Западной Африки, в течение этого времени путешествовал в Средиземное море на военном корабле «Ольденборг» и в Китай в качестве первого помощника  на судне «Шарлотта Амалия».
Плавал на кораблях в Азиатской компании, в 1789—1793 годах служил на верфи Фредриксверна. Позже, совершил несколько плаваний в качестве первого помощника капитана, в том числе в Китай. С 1801 г. командовал портом и крепостью Фредриксверна и канонерской флотилией Королевского флота Норвегии. После начала Англо-датской войны в 1807 году назначен членом комиссии норвежского флота.
В 1814 году принимал участие в Учредительном собрании Норвегии, которое приняло Конституцию Норвегии. Был членом Конституционного комитета.
В 1818 году Фабрициус стал генерал-адъютантом Карла XIV Иоанна, короля Швеции и Норвегии. В августе 1821 года был произведён в вице-адмиралы.
Депутат норвежского парламента — стортинга с 1824 г.
Вышел на пенсию в 1836 году и умер в Порсгрунне 6 апреля 1841 года.